# Sillyworld
«Sillyworld» —en español: «Mundo astuto» —es una canción de la banda estadounidense de hard rock, Stone Sour. 
Es el tercer sencillo de su segundo álbum de estudio «Come What(ever) May». Alcanzó el # 2 en el Mainstream Rock Tracks y el # 21 en el Modern Rock Tracks de Billboard, en el 2007.

## Video musical
Un video de la canción, dirigido por David Brucha, fue lanzado en febrero de 2007, la combinación de imágenes de la América corporativa con los cuadros de los puños de la resistencia, revolucionarios como Mao Tse-Tung, el ayatolá Jomeini, el Che Guevara, y rifles de asalto AK-47. Según el sitio web de Roadrunner Records: “El video de Stone Sour «Sillyworld» tiene una grieta en toda la mierda que pasa en el mundo de hoy… la apatía, la tiranía, la pobreza, la violencia y la avaricia son todos los objetivos”.

## Contenido
La letra es una crítica de cómo las ideas se están convirtiendo en nada más que símbolos de la corrupción a través de los medios de comunicación, y luego mueren a medida que pierden su significado. Se habla de casos como el amor se convierte en “Sólo una canción,” o la paz empieza “sólo con dos dedos ahora… solo una fase.” Similar a Through Glass, el contenido de la canción es agresiva y tiene matiz rebelde, a pesar de su estilo instrumental más suave y lento.
La banda explica sobre el video que estéticamente, “Sillyworld” presenta a Stone Sour tocando con un fondo de imágenes en movimiento. “Lo simple, imágenes de dos tonos y colores apagados, junto con la banda tocando representan una muestra visual del significado de la canción: los sentimientos de Taylor sobre las empresas, los gobiernos, y los íconos. Las imágenes van desde los líderes del gobierno pasado y el presente (incluida la de un dictador chino), los logotipos de las grandes empresas, a los íconos de la vida americana. El resultado final es la intención de provocar una fuerte reacción en el espectador, se trata de una de protesta, la reflexión, la ira, desacuerdo o despertar. Mientras un proceso de pensamiento está inspirada, el mensaje ha sido transmitido.
Dice Taylor:

La gente olvida cuán poderoso es el contexto de las palabras. Lo ideal no solo son las formas de vender hamburguesas y diseños de pantalones. Son cosas que hay esforzarse por alcanzar. Desafortunadamente, América parece el contenido a convertir las ideas algunos dentro de la comida rápida. Sin embargo, esta canción trae una esperanza de que tal vez algún día podamos conseguir algo de eso de nuevo.

## Listado de canciones
| CD, Single, Promo |                     |          |  |
| N.º               | Título              | Duración |  |
| 1.                | «Sillyworld» (Edit) | 03:45    |  |
| 2.                | «Sillyworld»        | 04:08    |  |
| 3.                | «The Frozen»        | 03:04    |  |